# Santuari de la natura Bosc Las Petras
El bosc Las Petras és un bosc de pantà relicte xilé de 5,63 ha, situat a l'interior de la base aèria de Quintero, a la localitat de Loncura, comuna de Quintero, Valparaíso.
Al nord del bosc s'estén un rostollar, hàbitat de 60 espècies d'aus i mamífers. A l'est del rostollar, hi ha evidència de la presència dels primers habitants de la zona, pertanyents a la tradició Batoi la cultura Aconcagua. El bosc, el rostollar i el jaciment ocupen una superfície total de 42 ha, i fou declarat Santuari de la Natura al 1993.

## Història
El bosc Las Petras és un lloc d'excepcional bellesa. Cap a 1842 Benjamín Vicuña Mackenna relatava les seues impressions sobre el bosc:
| « | “Hi ha a l'extrem oriental de l'horta un deliciós bosquet que de lluny presenta l'aspecte d'un bouquet de verdura nugat sobre les roques de la platja. El formen tres grups d'arbres de poca talla però de preciosíssim fullatge. La "patagua" enreda les fulles terses amb el lànguid canyeller, i el "lun" enllaça els seus petits brots amb el dens brancatge de la "petra": "Heus ací el futur parc de Quintero!" exclamà en penetrar sota l'ombra per primera vegada el seu generós i ja desaparegut propietari". | » |

El 1990 s'instal·là a la rodalia del bosc la Pesquera Santa Lucía, que extreia l'aigua de la llacuna i hi llençava les seues deixalles. Això feu que el bosc comencara a assecar-se gradualment. Els veïns de Loncura s'organitzaren i aconseguiren que el govern declarara el bosc Santuari de la Natura al 1993, i obligaren l'empresa a tancar.
A partir de 2009 la Força Aèria de Xile (FACH) inicià el denominat "Projecte Fènix", destinat a convertir la base aèria de Quintero, on es troba el bosc, en un nou punt estratègic de la institució a la zona central de Xile, amb la construcció d'una segona pista de gran longitud, que podria utilitzar-se perquè grans avions de línia pogueren aterrar en cas d'incidents a l'aeroport de Santiago. La construcció d'aquesta segona pista destruí un gran espill d'aigua que assortia el bosc i que formava part de l'aiguamoll. La contaminació acústica que produeixen els avions que aterren a la base ha provocat la migració de les colònies d'aus que s'alimentaven a l'aiguamoll.

## Característiques

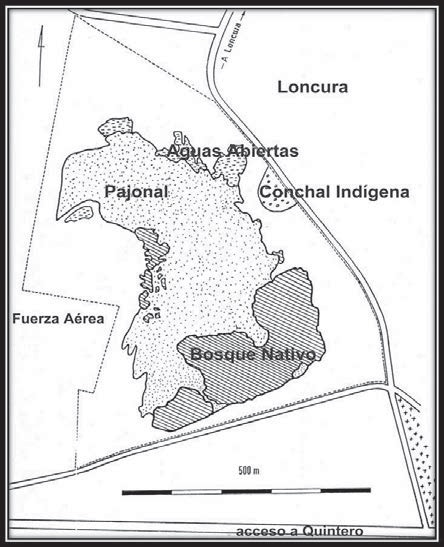
Mapa del bosc Las Petras

Els boscos relictes com Las Petras i el Parc nacional Bosc Fay Jorge (situat a Coquimbo) són romanents de boscos de temps geològics passats de climes més humits. En el cas de Las Petras fou possible per l'aflorament d'aigües subterrànies que mantenen la humitat suficient per al creixement del bosc valdivià.

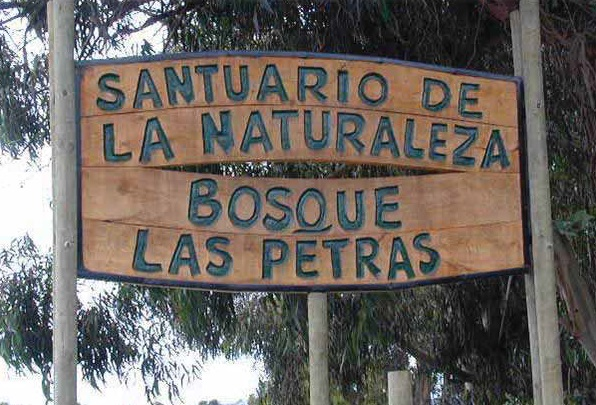
Entrada pel carrer Camino a Loncura Baix

### Flora
Entre les espècies arbòries característiques de Las Petras podem citar:
- La "petra" (Myrceugenia exsucca)
- El canyeller (Drimys winteri)
- El "peumo" (Cryptocarya alba)
- El "lun" (Escallonia revoluta)

Hi ha poca regeneració natural de la "petra", per això es pensa que el bosc derivarà cap a un de canyellers.
| « | És remarcable el fet que la part més alta del dosser arbori es troba en gran mesura sec. Com a possible causa es plantejà la contaminació amb anhídrid sulfurós produïda per la Foneria Finestres el fumeral de la qual es troba a 4 km al NE de l'àrea, i s'observa el mateix efecte en boscs d'eucaliptus a la rodalia, tot i que no hi ha antecedents concrets que avalen o descarten aquesta hipòtesi. | » |

A més, hi ha:
- El "relbún" (Relbunium hypocarpium);
- El "maqui" (Aristotelia chilensis);
- La sarsa (Cissus striata)
- Hypolepis rugosula;
- Blechnum cordatum.
- Hi ha, a més, 11 espècies de briofits o molses.

L'esbarzer (Rubus ulmifolius) i els eucaliptus que creixen a l'indret constitueixen una seriosa amenaça per a la flora típica del bosc valdivià característic.

### Fauna
- Coipú (Myocastor coypus)
- S'hi han pogut determinar 59 espècies d'aus, de les quals un 56% hi nien.[7]

### Rostollar i llacunes
- Boga (Typha angustifolia);
- "Trome" (Schoenoplectus californicus);

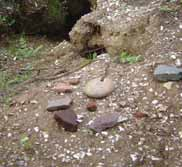
Objectes trobats al bosc

- "Pangue" (Gunnera tinctoria).

## Petxines
A l'est del rostollar, en un promontori visible des del "camí a Loncura Baix", hi ha un munt de petxines que ocupa una àrea de 4.300 m2 aproximats. S'hi han trobat restes de mol·luscs, bivalvs i fragments ceràmics que avalen la hipòtesi d'un assentament pertanyent a la tradició Bato, la cultura Aconcagua i els seus descendents.

## Àrea protegida
El 7 de juny de 1993 fou declarat Santuari de la Natura pel Decret núm. 278 del Ministeri d'Educació de Xile.
Al costat de l'aiguamoll de Mantagua i les dunes de Ritoque, Las Petras constitueix una zona d'interés patrimonial natural de Quintero.
Actualment el bosc es troba tancat al públic a l'espera que l'autoritat es faça càrrec de la seua administració.